# Джордж Шелдон (тенісист)
Джордж Шелдон (англ. George Sheldon; 19 листопада 1876 — невідомо) — колишній американський тенісист.
Перемагав на турнірах Великого шолома в парному розряді.

## Фінали турнірів Великого шолома

### Парний розряд (2–1)
| Результат | Рік  | Турнір        | Покриття | Партнер | Суперники                    | Рахунок                   |
| --------- | ---- | ------------- | -------- | ------- | ---------------------------- | ------------------------- |
| Перемога  | 1897 | Чемпіонат США | Трава    | Лео Вер | Гарольд Магоні Гаролд Нісбет | 11–13, 6–2, 9–7, 1–6, 6–1 |
| Перемога  | 1898 | Чемпіонат США | Трава    | Лео Вер | Голкомб Ворд Двайт Ф. Девіс  | 1–6, 7–5, 6–4, 4–6, 7–5   |
| Поразка   | 1899 | Чемпіонат США | Трава    | Лео Вер | Голкомб Ворд Двайт Ф. Девіс  | 4–6, 4–6, 3–6             |